# Engishiki

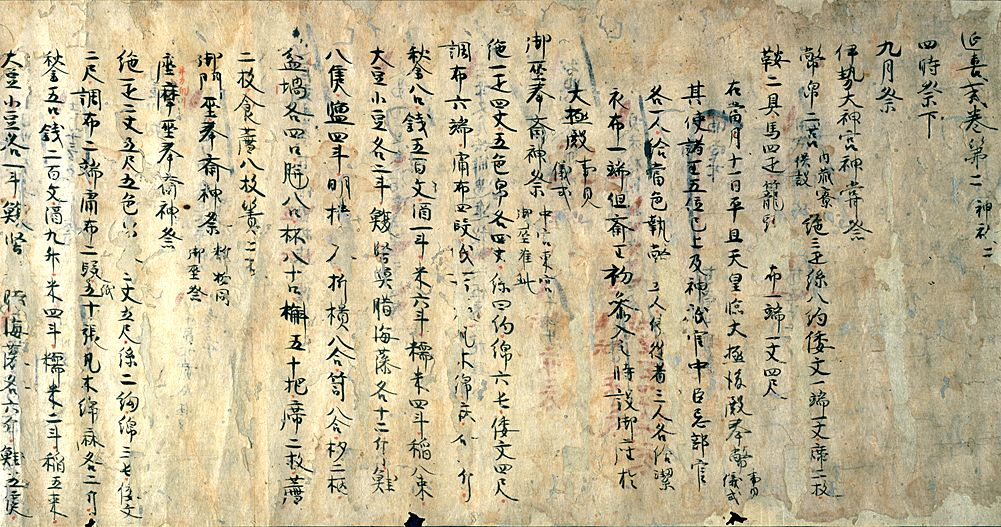
Engishiki, edición Kujō.

El Engishiki (延喜式?) fue un libro de normas y leyes que se editó en el año 927 en Japón.

## Historia
En 905 el Emperador Daigo ordenó la compilación de un nuevo conjunto de leyes. Fujiwara no Tokihira comenzó la tarea pero al morir cuatro años más tarde, está quedó inconclusa. Su hermano Fujiwara no Tadahira continuó su trabajo en 912 y la completó en 927. Después de una serie de revisiones, fue oficialmente implementado en 967.

## Contenido
El texto contenido en cincuenta volúmenes está organizado por departamentos:
- Volúmenes 1 al 10: Departamento de Trabajo
- Volúmenes 11 al 40: Departamento de Estado y sus ocho ministerios.
- Volúmenes 41 al 49: Otros departamentos
- Volumen 50: Otras leyes